# Eeva Tikka
Eeva Kaarina Tikka, född 31 juli 1939 i Kristina, är en finländsk författare.
Tikka blev filosofie magister 1968. Hon verkade 1968–1981 som lärare i biologi och geografi vid olika skolor. Hon debuterade 1973 med romanen Kuin vaahteran lehtiä iholla och har sedan dess publicerat en rad romaner med mytiska drag, Tunturisusi (1975), Punainen härkä (1977), Hiljainen kesä (1979) och Jyrkänparras (1981). 1984 utkom novellsamlingen Alumiinikihlat, där Tikka skildrar människor som står inför olika livsavgörande steg, och Satuja, berättelser för barn. Bland hennes senare arbeten märks romanerna Aurinkoratsastus (1986) och Pojan paluu (1993), som skildrar svåra familjesituationer. I raden av diktsamlingar kan nämnas Kalliomaalaus (1987), Enkeli astuu virtaan (1991) och Odotus ja ilo (2003). 